# とりめし (野辺地駅)
とりめしは、青森県上北郡野辺地町にある青い森鉄道青い森鉄道線野辺地駅で1952年から2019年9月まで販売している駅弁である。製造はウェルネス伯養軒青森支店。

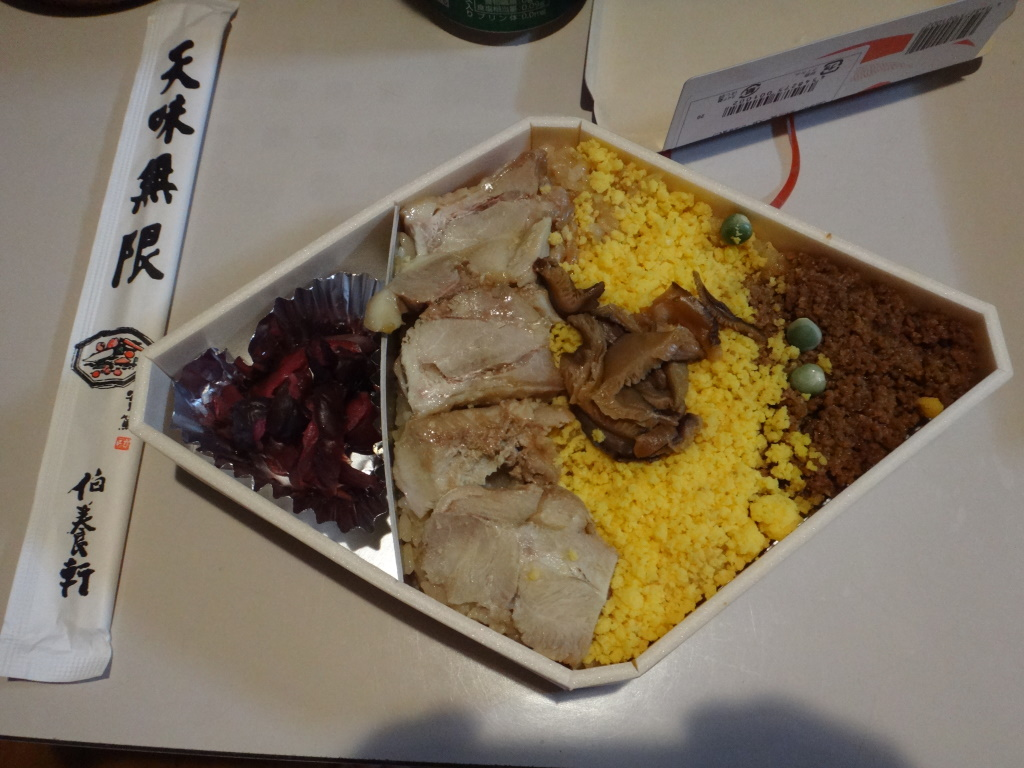
野辺地とりめし

## 内容
- とりめし
定価は700円。ひし形の弁当箱に、卵と鶏そぼろ、炊き込みご飯、鶏肉の照り焼き3 - 4枚が入っている
  - 仙台駅では仙台支店製造「野辺地のとりめし」として発売されている。
- 特製とりめし
定価は900円。「とりめし」よりおかずが多い。現在は販売されていない模様。

発売開始から長年に渡って伯養軒青森支店野辺地営業所が製造していた。2000年頃には青森支店の製造機能が野辺地営業所に移転し、青森中央工場に改称した。しかしウェルネス伯養軒への移譲に伴い、製造機能を青森支店に戻すことになり、青森中央工場は廃止。現在は青森支店が製造しているが、その青森支店が2019年9月をもって営業休止となるため、同時期をもって販売終了となる。

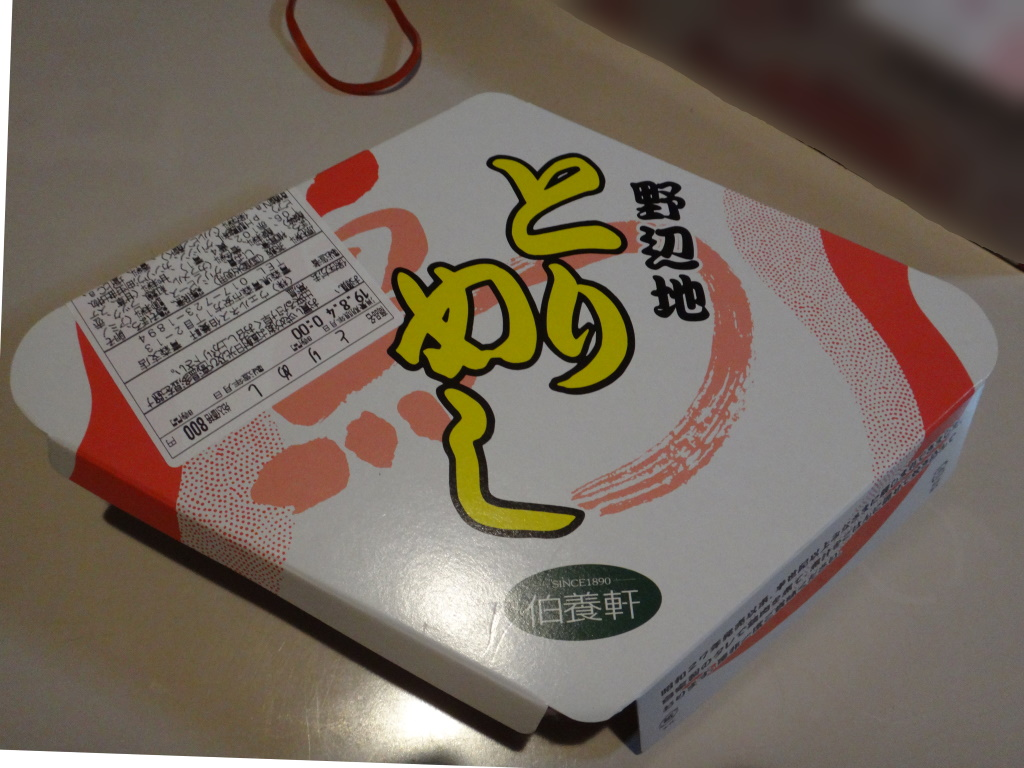
外装

## 販売箇所
- 青い森鉄道野辺地駅立ち食いそば「パクパク」
  - 待合室内にある立ち食いそば「こけし亭」（運営：伯養軒→NREみちのく→NRE）が長らく販売してきたが撤退。その後は待合室隣にあるKIOSKが販売していたが、2017年（平成29年）に閉店。数ヶ月間に渡り野辺地駅で「野辺地とりめし」が買えない状況になっていたものの、「こけし亭」を引き継いで立ち食いそばを営業している「パクパク」において取り扱うことが決まり、同年12月より野辺地駅での販売が復活している。
- 東北新幹線新青森駅・奥羽本線青森駅
  - ウェルネス伯養軒青森支店製造のほかの駅弁同様に販売されている。